# Karanggeneng (Karanggeneng)
Karanggeneng is een bestuurslaag in het regentschap Lamongan van de provincie Oost-Java, Indonesië. Karanggeneng telt 1575 inwoners (volkstelling 2010).